# CP Urbanos de Lisbonne
 (mai 2024).
Si vous disposez d'ouvrages ou d'articles de référence ou si vous connaissez des sites web de qualité traitant du thème abordé ici, merci de compléter l'article en donnant les références utiles à sa vérifiabilité et en les liant à la section « Notes et références ».
CP Urbanos de Lisbonne est un réseau de plusieurs lignes de trains qui relient l'agglomération de Lisbonne à plusieurs agglomérations régionales comme Azambuja, Cascais, Sintra, Setúbal.